# Robert Gibson
Robert Michael Gibson –conocido como Rob Gibson– (Kingston, 2 de febrero de 1986) es un deportista canadiense que compitió en remo.
Participó en dos Juegos Olímpicos de Verano, obteniendo una medalla de plata en Londres 2012, en la prueba de ocho con timonel, y el octavo lugar en Río de Janeiro 2016, en el cuatro scull.
Ganó tres medallas en el Campeonato Mundial de Remo entre los años 2006 y 2011.

## Palmarés internacional
| Juegos Olímpicos   | Juegos Olímpicos      | Juegos Olímpicos  | Juegos Olímpicos   |
| Año                | Lugar                 | Medalla           | Prueba             |
| ------------------ | --------------------- | ----------------- | ------------------ |
| 2012               | Londres (Reino Unido) | Medalla de plata  | Ocho con timonel   |
| Campeonato Mundial |                       |                   |                    |
| Año                | Lugar                 | Medalla           | Prueba             |
| 2006               | Eton (Reino Unido)    | Medalla de plata  | Cuatro con timonel |
| 2009               | Poznań (Polonia)      | Medalla de plata  | Ocho con timonel   |
| 2011               | Bled (Eslovenia)      | Medalla de bronce | Ocho con timonel   |